# Дом, который построил Свифт
«Дом, который построил Свифт» — советский художественный телефильм 1982 года режиссёра Марка Захарова по одноимённой пьесе Григория Горина. Фильм основан на реальных фактах из жизни Джонатана Свифта, хотя далёк от биографической точности. Поэтому пьеса Горина, по которой снят фильм, имеет подзаголовок «Театральная фантазия».

## Сюжет
События картины начинаются 5 октября 1745 года в Дублине. По приглашению опекунского совета в дом декана собора Святого Патрика и известного писателя Джонатана Свифта прибывает доктор Ричард Симпсон. Возле дома толпа людей, и все говорят, что сегодня похороны Свифта. Однако вскоре из ворот выходит сам декан. Каждый год, последние пять лет, он проводит свои похороны и оглашает завещание через слуг. Декан молчит и ни с кем не общается, глаза закрывает повязка. Ухаживают за ним экономка Ванесса и слуга Патрик.
В доме доктор Симпсон сталкивается с персонажами книг писателя: тремя лилипутами, живущими в любовном треугольнике; великаном Глюмом, ныне утратившим свой исполинский рост; господином Некто, утверждающим, что живёт более тысячи лет. По завещанию декана в доме разыгрывает представление труппа актёров местного театра, которым после его смерти отойдёт дом. Доктор считает их всех проходимцами. Ванессе противостоит сестра Эстер, претендующая на должность экономки и влюблённая в Свифта. Опекунский совет вызывает полицию, и всех актёров в доме Свифта задерживают. Ванесса уволена, и место экономки заняла Эстер. Один из полицейских, охраняющих актёров, Джек Смит, вступает в беседу с господином Некто. Джек переосмысляет свою жизнь как временну́ю петлю и решает освободить актёров, чтобы перестать вечно играть роль охранника. Его останавливает выстрелом напарник. Джек умирает в надежде, что его следующая жизнь будет другой.
Проходит несколько дней. Опекунский совет во главе с генерал-губернатором Ирландии обеспокоен тем, что беспорядки вокруг дома Свифта не утихают. Над Дублином замечено небесное тело, по описаниям очень похожее на остров Лапута. Совет постановляет считать небесное тело несуществующим. Генерал-губернатор предлагает прислать другого доктора, но оказывается, Симпсона выбрал сам декан. Доктор Симпсон разочарован тем, что не может повлиять на происходящее, и уже готов сдаться и покинуть дом. Однако, в последний момент заставив себя впервые открыть книгу Свифта, неожиданно осознаёт себя как доктора Лемюэля Гулливера. Поскольку писатель ассоциировал себя со своим персонажем, то он ещё и воплощение Свифта.
В доме появляется делегация лапутян, прибывших из будущего. Двое из них выглядят как Ванесса и Стелла. Их принимает Симпсон, представленный им как сам Свифт. Гости сообщают, что сегодня, 19 октября 1745 года, Джонатан Свифт скончается от сердечного приступа. Узнав об этом, декан прерывает молчание. Свифт подтверждает, что в полночь 19 октября он покинет бренный мир, и на этот раз навсегда. Перед смертью он должен привести в порядок свои дела. Ванесса и Эстер требуют, чтобы Свифт сделал выбор между ними, но тот отказывается выбирать: «Обе женщины поместились в сердце моём, и нет у меня сил и права предпочесть одну другой…» Описать его смерть — пятое и последнее путешествие Гулливера в мир иной — должен будет доктор Симпсон. Джонатан Свифт удаляется в некую открытую дверь, сопровождаемый героями своих книг. Доктор Симпсон остаётся в его доме, окружённый слугами декана. Он берёт в руки перо и замирает над чистым листом бумаги. Симпсон представляет себе, как он попал на огромный парусник, который уходит в плавание.

## В ролях
- Олег Янковский — Джонатан Свифт
- Александр Абдулов — Ричард Симпсон, доктор
- Владимир Белоусов — Патрик, слуга-секретарь
- Евгений Леонов — Глюм, великан
- Марина Игнатова — Ванесса[англ.], сестра-экономка / лапутянка, похожая на Ванессу
- Александра Захарова — Стелла (Эстер Джонсон)[англ.] / лапутянка, похожая на Стеллу
- Александр Сирин — Некто
- Александр Збруев — Рельб, лилипут
- Николай Караченцов — Флим, лилипут
- Татьяна Рудина — Бетти, жена Рельба
- Виктор Проскурин — Джек Смит, констебль
- Юрий Астафьев — констебль
- Виллор Кузнецов — главный лапутянин
- Всеволод Ларионов — Бигс, судья
- Семён Фарада — губернатор Ирландии лорд Уолп
- Юрий Колычёв — епископ
- Валерий Беляков — горожанин
- Вячеслав Горбунчиков — горожанин
- Евгений Марков — участник совещания у губернатора
- Владимир Мышкин — горожанин
- Игорь Фокин — зритель с биноклем
- Олег Фёдоров — лапутянин

## Съёмочная группа
- Режиссёр — Марк Захаров
- Сценарист — Григорий Горин
- Оператор — Лев Бунин
- Композитор — Геннадий Гладков
- Текст песен — Юлий Ким

Фраза «Когда случилось это? — Сегодня, как обычно, в пять часов» губительно сказалась на судьбе фильма. Выпуск фильма на экран совпал с чередой кремлёвских похорон — Брежнев, Андропов, Черненко. Поэтому телепремьера фильма, снятого в 1982 году, состоялась только 3 ноября 1985 года.